# Ondřej Vetešník
Ondřej Vetešník (Praga, Checoslovaquia, 5 de marzo de 1984) es un deportista checo que compitió en remo. Su hermano gemelo Jan compitió en el mismo deporte.
Ganó tres medallas en el Campeonato Europeo de Remo entre los años 2007 y 2013.

## Palmarés internacional
| Campeonato Europeo | Campeonato Europeo | Campeonato Europeo | Campeonato Europeo        |
| Año                | Lugar              | Medalla            | Prueba                    |
| ------------------ | ------------------ | ------------------ | ------------------------- |
| 2007               | Poznań (Polonia)   | Medalla de bronce  | Doble scull ligero        |
| 2011               | Plovdiv (Bulgaria) | Medalla de plata   | Cuatro sin timonel ligero |
| 2013               | Sevilla (España)   | Medalla de plata   | Cuatro sin timonel ligero |